# Proyecto Espacial Darwin
El Proyecto Espacial Darwin de la Agencia Espacial Europea (ESA) fue un programa diseñado para descubrir planetas extrasolares similares a la Tierra en órbita alrededor de estrellas cercanas (a una distancia menor de 25 parsecs), y para buscar pruebas de la existencia de vida en estos planetas. De acuerdo a la ESA, el estudio ha sido finalizado sin más actividades planteadas.

## Características
El diseño preveía tres telescopios espaciales, cada uno de al menos 3 metros de diámetro, volando en formación como un interferómetro. Estos telescopios habrían dirigido la luz a la nave espacial principal que contendría el combinador del haz, espectrógrafos y cámaras para la serie de interferómetros, actuando también como núcleo de comunicaciones. Estaba previsto que los telescopios se situasen en una órbita distante, a unos 1,5 millones de km de la Tierra, en dirección opuesta al Sol, en el llamado punto de Lagrange L2. Una de las principales ventajas de la órbita L2 es que permite observaciones ininterrumpidas, ya que la Tierra, el Sol y la Luna permanecen detrás del telescopio en todo momento.
Los telescopios espaciales habrían estudiado únicamente la región infrarroja del espectro electromagnético, como el Telescopio Espacial James Webb. Se eligió la región infrarroja porque en esta zona del espectro un planeta terrestre es eclipsado por su estrella solo por un factor de un millón, mientras que en el espectro visible este factor aumenta hasta mil millones. Los telescopios probablemente habrían tenido una resolución muy alta (de milisegundos de arco), por lo que además de la búsqueda de planetas hubieran podido llevar a cabo un estudio detallado de diversos procesos astrofísicos.
La búsqueda de planetas habría usado una configuración de interferómetros de anulación (nulling interferometer en inglés). Con este sistema se pretendía que la luz de la estrella central quedase anulada por medio de una interferencia destructiva. Por el contrario, la luz de un planeta que orbitase alrededor de la estrella no debería cancelarse, pues su posición está ligeramente desplazada respecto a la de esta, lo que en última instancia permitiría su detección a pesar de la señal mucho más brillante de la estrella.

## Objetivos
Los objetivos principales de la misión eran tres:
1. Detectar y analizar mundos similares a la Tierra
2. Detectar atmósferas en estos planetas y buscar gases que puedan indicar la presencia de vida
3. Proveer imágenes con un detalle entre 10 y 100 veces mayor que las que se obtendrán con el James Webb Space Telescope (JWST)

Descubrir un planeta terrestre hubiese requerido aproximadamente 10 horas de observación en total, distribuidas a lo largo de varios meses. Una vez descubierto un planeta, se habría llevado a cabo un estudio más detallado de su atmósfera, por medio de su espectro infrarrojo. Analizando este espectro se podría determinar la química de su atmósfera, lo que hubiese podido proporcionar pruebas de la existencia de vida extraterrestre. La presencia de oxígeno junto a vapor de agua en la atmósfera sería un indicio de la existencia de vida, ya que el vapor de agua es muy eficaz en reducir el oxígeno, aunque probablemente se hubiesen buscado otros marcadores como metano u ozono para corroborar su presencia (de detectarse de forma conjunta y en las proporciones adecuadas, supondría un origen "biológico" de los mismos, es decir, por fotosíntesis). Por sí solo, el oxígeno no es una prueba suficiente de la presencia de vida, ya que simulaciones numéricas muestran que en determinadas condiciones la proporción de oxígeno atmosférico puede aumentar por medio de la fotólisis del dióxido de carbono.

## Proyectos relacionados
El sistema de interferometría del Terrestrial Planet Finder de la NASA, también cancelado, era conceptualmente muy parecido al Proyecto Espacial Darwin, con unos objetivos científicos muy similares. Actualmente, las metas de estos observatorios han sido trasladadas a otros proyectos como el JWST (lanzamiento previsto en 2018), el Telescopio ATLAS (a partir del 2025) y al E-ELT (terrestre y en funcionamiento a partir del 2022). Aunque todos ellos contarán, en mayor o en menor medida, con la capacidad de detectar fácilmente planetas similares a la Tierra e incluso estudiar sus atmósferas, su rendimiento será muy inferior.